# Арингази-хан
Арингази-хан (1783—1833) — казахський правитель, хан Молодшого жуза, обраний народом та не визнаний Росією.

## Життєпис
Російський царський уряд надавав підтримку винятково нащадкам хана Абулхайра й відмовлявся визнавати самого Батир-хана та його нащадків.
Султан Арингази виховувався при дворі хівинського хана, був прибічником сильної ханської влади й мусульманської культури.
У квітні 1816 року Арингази на народних зборах був обраний новим ханом Молодшого жуза. Фактичним співправителем нового хана став його дядько, султан Шергази. Арингази намагався створити сильне Казахське ханство шляхом об'єднання знаті Молодшого й Середнього жузів. Він домагався визнання його ханом з боку бухарського еміра, а також деякий час мав підтримку оренбурзького військового губернатора, який 1818 року призначив його головою ханської влади.
На початку свого правління Арингази-хан був змушений боротись із Хівинським і Кокандським ханствами. 1816 року хівинський хан Мухаммед Рахім здійснив похід на казахські аули, а кокандські загони ще 1814 року захопили Туркестан, а 1817 збудували фортецю в урочищі Ак-Мешіт. Казахські старшини 1817 й 1819 років двічі надсилали прохання до російського уряду про усунення Шергази та призначення Арингази. Всі казахські роди Молодшого жуза та частина Середнього жуза підтримували Арингази-хана. Однак царська адміністрація відмовилась визнавати останнього ханом Молодшого жуза. 1818 року хівинський хан призначив правителем у Присирдар'ї султана Шергази, дядька Арингази. 1819 року Арингази-хан наказав заарештувати на Сирдар'ї хівинських митарів і відправив їх до Оренбурга. 1820 року хівинське військо здійснило похід на казахські володіння. Аул Арингази був зруйнований, у полон були взяті його родичі, понад 300 казахів було вбито та близько тисячі взято в полон. За таких умов Арингази-хан вирішив піти на зближення з Росією, щоб отримати допомогу в боротьбі проти Хів і Коканда. Того ж року Арингази супроводжував російське посольство до Хіви.
В той же час Арингази-хан зібрав значні сили та здійснив напад на аули султана Манембая та розгромив його загін, змусивши свого двоюрідного брата тікати до Хіви. Такі дії Арингази зруйнували плани російського уряду, який розраховував підкорити казахів за допомогою Хівинського ханства. Після розгрому султана Манембая хівинський хан відмовився від перемовин та зайняв щодо Росії різко ворожду позицію.
Взимку 1820-1821 років Арингази-хан продовжував військові дії проти хівинців.
1821 року Арингази-хана викликали до Санкт-Петербурга, втім у російській столиці його убуло затримано та звинувачено в загострені відносин з Хівинським ханством. 1823 року Арингази відправили у заслання до Калуги. Таке рішення було спричинено прагненням царського уряду позбавитись від впливового хана, а потім скасувати ханську владу.
1828 року група султанів і старшин Молодшого жуза звернулись із проханням до російської адміністрації про повернення Арингази до степу, втім отримали відмову.
Арингази постійно проживав у Калузі, щороку на його утримання виділялось 18 тисяч карбованців сріблом. Йому навіть дозволили виїхати на постійне місце проживання до Москви. 1829 року хан одружився з дочкою заможного московського купця. 1833 року, перебуваючи на полюванні в околицях Калуги, Арингази застудився та невдовзі помер.